# Philo Vance
Philo Vance est un personnage de fiction de 12 romans policiers écrits par S.S. Van Dine et publiés dans les années 1920 et 1930. Le personnage a été plusieurs fois interprété à l'écran, notamment par William Powell.

## Romans
- The Benson Murder Case (1926) Publié en français sous le titre La Mystérieuse Affaire Benson, Paris, Gallimard, coll. Les Chefs-d'œuvre du roman d'aventures, 1928 ; réédition sous le titre L'Affaire Benson dans S.S. Van Dine, vol. 1, Paris, Librairie des Champs-Élysées, coll. Les Intégrales du Masque, 1999
- The Canary Murder Case (1927) Publié en français sous le titre L'Assassinat du canari, Paris, Gallimard, coll. Les Chefs-d'œuvre du roman d'aventures, 1930 ; réédition, Paris, Denoël, coll. Oscar no 13, 1952 ; réédition dans S.S. Van Dine, vol. 1, Paris, Librairie des Champs-Élysées, coll. Les Intégrales du Masque, 1999 Publié en français dans une traduction revue et complétée sous le titre L'Affaire du canari, Paris, 10/18 no 1847, 1987
- The Greene Murder Case (1928) Publié en français sous le titre La Série sanglante, Paris, Gallimard, coll. Les Chefs-d'œuvre du roman d'aventures, 1931 ; réédition dans S.S. Van Dine, vol. 1, Paris, Librairie des Champs-Élysées, coll. Les Intégrales du Masque, 1999
- The Bishop Murder Case (1929) Publié en français sous le titre Le Fou des échecs, Paris, Gallimard, coll. Les Chefs-d'œuvre du roman d'aventures, 1932 ; réédition, Paris, Le Livre de poche policier, 1968 Publié en français dans une traduction revue et complétée sous le titre L'Affaire de l'évêque, Paris, 10/18 no 1846, 1987
- The Scarab Murder Case (1930) Publié en français sous le titre L'Affaire du scarabée, Paris, Gallimard, coll. Les Chefs-d'œuvre du roman d'aventures, 1932
- The Kennel Murder Case (1933) Publié en français sous le titre Le Chien mort, Paris, Gallimard, coll. Détectives no 7, 1933 Publié en français dans une traduction revue et complétée sous le titre L'Affaire du scotch-terrier, Paris, 10/18 no 1850, 1987
- The Dragon Murder Case (1933) Publié en français sous le titre Le Meurtre du dragon, Paris, Gallimard, coll. Détectives no 18, 1934
- The Casino Murder Case (1934) Publié en français sous le titre Le Crime du casino, Paris, Gallimard, coll. Le Scarabée d'or no 19, 1938
- The Garden Murder Case (1935) Publié en français sous le titre La Mort au jardin, Paris, Gallimard, coll. Le Scarabée d'or no 26, 1940
- The Kidnap Murder Case (1936) Publié en français sous le titre Un enlèvement, Paris, Gallimard, coll. Le Scarabée d'or no 25, 1938
- The Gracie Allen Murder Case ou The Smell of Murder (1937) Inédit en français
- The Winter Murder Case (1939) Publié en français sous le titre Un crime dans la neige, Paris, Gallimard, 1941

## Adaptations au cinéma
Quinze films ont été tournés :
- 1929 : The Canary Murder Case, avec William Powell (Philo Vance), Louise Brooks et Jean Arthur ;
- 1929 : L'Affaire Greene (The Greene Murder Case) avec William Powell (Philo Vance) et Jean Arthur ;
- 1930 : The Benson Murder Case avec William Powell (Philo Vance) ;
- 1930 : The Bishop Murder Case avec Basil Rathbone (Philo Vance) ;
- 1933 : Meurtre au chenil ou Le Mystère de la chambre close, avec William Powell (Philo Vance) et Mary Astor ;
- 1934 : The Dragon Murder Case, avec Warren William (Philo Vance) ;
- 1935 : Un drame au casino, avec Paul Lukas (Philo Vance), et Rosalind Russell ;
- 1936 : L'Affaire Garden, avec Edmund Lowe (Philo Vance) ;
- 1936 : The Scarab Murder Case, avec Wilfrid Hyde-White (Philo Vance) ;
- 1937 : Night of Mystery (d'après The Greene Murder Case), avec Grant Richards (Philo Vance) ;
- 1939 : The Gracie Allen Murder Case, avec Warren William (Philo Vance) ;
- 1940 : Calling Philo Vance (librement adapté de The Kennel Murder Case) avec James Stephenson (Philo Vance) ;
- 1947 : Philo Vance Returns, avec William Wright (Philo Vance) ;
- 1947 : Philo Vance's Gamble, avec Alan Curtis (Philo Vance) ;
- 1947 : Philo Vance's Secret Mission, avec Alan Curtis (Philo Vance).

## Radio
- Trois séries dramatiques radiophoniques ont été créées avec Philo Vance en personnage principal. La première série, diffusée par NBC en 1945, a été interprété par José Ferrer.